# Mount Rabot
Mount Rabot är ett berg i Antarktis. Det ligger i Östantarktis. Nya Zeeland gör anspråk på området. Toppen på Mount Rabot är 3 335 meter över havet, eller 121 meter över den omgivande terrängen. Bredden vid basen är 2,5 km.
Terrängen runt Mount Rabot är kuperad söderut, men norrut är den bergig. Rabot ligger uppe på en höjd som går i nord-sydlig riktning. Trakten är obefolkad. Det finns inga samhällen i närheten. 